# Mr. Universe
Mr. Universe je kulturistická soutěž pořádána Národní amatérskou asociací kulturistů (NABBA). Pořádány jsou také soutěže Miss Figure a Miss Toned Figure. První soutěž Mr. Universe se konala v roce 1948, zpočátku byla jen pro amatérské mužské kulturisty. Samostatná soutěž pro profesionály byla přidána v roce 1952.